# Hội đồng Khảo thí tiếng Anh Đại học Cambridge
Hội đồng Khảo thí tiếng Anh Đại học Cambridge (tiếng Anh: Cambridge Assessment English) hoặc Cambridge English là tổ chức phát triển và sản xuất Cambridge English Qualifications và International English Language Testing System (IELTS). Tổ chức này đã đóng góp vào việc phát triển Khung tham chiếu trình độ ngôn ngữ chung của Châu Âu (CEFR), tiêu chuẩn được sử dụng toàn cầu để đánh giá kỹ năng ngôn ngữ và các chứng chỉ cũng như bài kiểm tra của họ được điều chỉnh phù hợp với các cấp độ CEFR.
Cambridge Assessment English là một phần của Cambridge Assessment, một phòng ban không liên quan đến giảng dạy của Đại học Cambridge. Vào tháng 8 năm 2021, Cambridge Assessment đã hợp nhất với Cambridge University Press để thành lập Cambridge University Press & Assessment.

## Các chứng chỉ / kỳ thi Cambridge English hiện tại
Mỗi Cambridge English Qualifications ttập trung vào một cấp độ của Khung tham chiếu chung Châu Âu (CEFR).

### Trường học
Các chứng chỉ tiếng Anh này nhằm giúp cho học sinh trong độ tuổi học tập và thanh thiếu niên nâng cao kỹ năng tiếng Anh.
| Bài kiểm tra               |
| -------------------------- |
| Pre A1 Starters            |
| A1 Movers                  |
| A2 Flyers                  |
| A2 Key for Schools         |
| B1 Preliminary for Schools |
| B2 First for Schools       |
| C1 Advanced                |
| C2 Proficiency             |

### Giáo dục phổ thông và giáo dục đại học
Những chứng chỉ này được thiết kế cho người học trưởng thành. A2 Key, B1 Preliminary và B2 First có cùng định dạng Bài kiểm tra (ví dụ: số lượng bài thi, số lượng câu hỏi, thời gian cho phép) như các phiên bản dành cho trường học của những chứng chỉ này, nhưng sử dụng các chủ đề và nội dung khác phù hợp với người học trưởng thành.
| Bài kiểm tra   |
| -------------- |
| A2 Key         |
| B1 Preliminary |
| B2 First       |
| C1 Advanced    |
| C2 Proficiency |

### Kinh doanh
Những chứng chỉ này được thiết kế cho người học trưởng thành đang học tiếng Anh để sử dụng trong ngữ cảnh kinh doanh.
| Bài kiểm tra            |
| ----------------------- |
| B1 Business Preliminary |
| B2 Business Vantage     |
| C1 Business Higher      |

### Bài kiểm tra đa cấp
Bài kiểm tra đa cấp được sử dụng để tìm ra chương trình học tiếng Anh hoặc kỳ thi nào phù hợp với học sinh. Những bài kiểm tra này bao gồm nhiều cấp độ của CEFR trong một bài kiểm tra.
| Tests                                               | CEFR level |
| --------------------------------------------------- | ---------- |
| Cambridge English Placement Test                    | A1-C2      |
| Cambridge English Placement Test for Young Learners | Pre A1-A2  |
| Linguaskill                                         | A1-C2      |
| IELTS                                               | A1-C2      |
|                                                     |            |

Cambridge Exams Publishing, một liên doanh với Cambridge University Press, sản xuất tài nguyên và tài liệu IELTS mang thương hiệu Cambridge để giúp người học chuẩn bị và luyện tập cho kỳ thi của họ.

### Giảng dạy
Chứng chỉ và khóa học dành cho giáo viên ở tất cả các cấp độ kinh nghiệm.
| Bài kiểm tra                                                                         | Cấp độ giảng dạy trên Khung Giảng dạy Tiếng Anh Cambridge | Phương thức triển khai khóa học |
| ------------------------------------------------------------------------------------ | --------------------------------------------------------- | --- |
| CELTA (Chứng chỉ giảng dạy Tiếng Anh cho người nói ngôn ngữ khác)                    | Cơ bản/Phát triển                                         | Toàn thời gian/Bán thời gian. Khóa học trực tiếp hoặc khóa học trực tuyến kèm thực hành giảng dạy trực tiếp.                             |
| CELT-P (Chứng chỉ giảng dạy Tiếng Anh – Tiểu học)                                    | Cơ bản/Phát triển                                         | Khóa học theo mô đun trực tuyến với các phần tử trực tiếp tùy chọn. Đánh giá qua kỳ thi và thực hành giảng dạy.                          |
| CELT-S (Chứng chỉ giảng dạy Tiếng Anh – Trung học)                                   | Cơ bản/Phát triển                                         | Khóa học theo mô đun trực tuyến với các phần tử trực tiếp tùy chọn. Đánh giá qua kỳ thi và thực hành giảng dạy.                          |
| Ngôn ngữ dành cho Giảng dạy                                                          | Cơ bản/Phát triển/Thành thạo                              | Học trực tuyến với các yếu tố trực tiếp tùy chọn.                                                                                        |
| TKT (Kỳ thi Kiến thức Giảng dạy)                                                     | Cơ bản/Phát triển                                         | Kỳ thi theo định dạng mô đun linh hoạt.                                                                                                  |
| ICELT (Chứng chỉ giảng dạy Tiếng Anh trong dịch vụ)                                  | Phát triển/Thành thạo                                     | Khóa học trực tiếp bán thời gian với thực hành giảng dạy và hỗ trợ học từ xa.                                                            |
| Delta (Bằng cấp giảng dạy Tiếng Anh cho người nói ngôn ngữ khác)                     | Thành thạo/Chuyên gia                                     | Định dạng mô đun linh hoạt kết hợp giữa khóa học và kỳ thi. Hỗ trợ học từ xa, hướng dẫn địa phương và thực hành giảng dạy được đánh giá. |
| Chứng chỉ về kỹ năng EMI (Tiếng Anh là phương tiện giảng dạy trong Giáo dục Đại học) | Thành thạo/Chuyên gia                                     | Học trực tuyến với các buổi học trực tiếp tùy chọn.                                                                                      |
| Đào tạo người đào tạo                                                                | Thành thạo/Chuyên gia                                     | Khóa học trực tiếp bán thời gian. |

## Dòng thời gian từ năm 1209 đến 2021
- 1209 - Đại học Cambridge được thành lập.
- 1534 - Nhà xuất bản Đại học Cambridge được thành lập.
- 1858 - Hội đồng Kỳ thi Đại học Cambridge (UCLES) được thành lập.
- 1913 - Chứng chỉ Thành thạo tiếng Anh (CPE) được giới thiệu. Nay được biết đến với tên gọi C2 Proficiency.
- 1939 - Chứng chỉ Tiếng Anh Cơ bản (LCE) được giới thiệu. Đổi tên thành Chứng chỉ Tiếng Anh Sơ cấp (FCE) vào năm 1975 và hiện nay được gọi là B2 First.
- 1941 - Hiệp định chung với Hội đồng Anh – thành lập các trung tâm Hội đồng Anh.
- 1943–47 - Bài kiểm tra Tiếng Anh Sơ cấp (PET) được giới thiệu. Nó được tái giới thiệu vào năm 1980 và hiện nay được biết đến với tên gọi B1 Preliminary.
- 1971 - Khung tham chiếu chung cho các ngôn ngữ Châu Âu (CEFR) được khởi xướng.
- 1988 - Hội đồng Thi chứng chỉ Hội hội Hoàng gia (RSA) trở thành một phần của UCLES.
- 1989 - Đơn vị nghiên cứu và đánh giá tiếng Anh nghề nghiệp được thành lập.
- 1989 - IELTS được ra mắt. Một phiên bản đơn giản và rút gọn của ELTS được ra mắt vào năm 1980.
- 1990 - Hiệp hội Người kiểm tra Ngôn ngữ ở Châu Âu (ALTE) được thành lập.
- 1991 - Chứng chỉ Tiếng Anh Nâng cao (CAE) được giới thiệu. Nay được biết đến với tên gọi C1 Advanced.
- 1993 - Chứng chỉ Tiếng Anh Thương mại (BEC) được ra mắt.
- 1994 - Bài kiểm tra Tiếng Anh Khởi đầu (KET) được giới thiệu. Nay được biết đến với tên gọi A2 Key.
- 1995 - Hội đồng Kỳ thi Địa phương Đại học Oxford (UODLE) trở thành một phần của UCLES.
- 1997 - Bài kiểm tra Tiếng Anh Cho Trẻ em (YLE) được giới thiệu. Nay được biết đến với tên gọi Pre-A1 Starters, A1 Movers và A2 Flyers.
- 1997 - BULATS được ra mắt.
- 2001 - CEFR được xuất bản.
- 2002 - UCLES EFL đổi tên thành Hội đồng Kỳ thi Tiếng Anh của Đại học Cambridge (Cambridge ESOL).
- 2002 - Một triệu thí sinh kỳ thi Cambridge ESOL.
- 2010 - CaMLA được thành lập (Cambridge Michigan Language Assessments).
- 2011 - Liên doanh Cambridge Exams Publishing với Nhà xuất bản Đại học Cambridge được thành lập.
- 2013 - Cambridge ESOL đổi tên thành Cambridge English Language Assessment.
- 2015 - Cambridge English Scale được giới thiệu.
- 2016 - Linguaskill đọc và nghe được giới thiệu.
- 2016 - Linguaskill viết được giới thiệu.
- 2017 - Cambridge English Language Assessment đổi tên thành Cambridge Assessment English.
- 2020 - Đại học Cambridge thông báo kế hoạch sáp nhập hai phòng ban không liên quan đến giảng dạy của mình, Cambridge Assessment và Nhà xuất bản Đại học Cambridge.[26]
- 2021 - Cambridge Assessment và Nhà xuất bản Đại học Cambridge hợp nhất thành Cambridge University Press & Assessment.

## chú thích
1. ↑  "Cambridge kỷ niệm 100 năm kiểm tra tiếng Anh". www.gov.uk.
2. ↑  "Khung tham chiếu chung cho các ngôn ngữ Châu Âu (CEFR) và sự phát triển chính sách ngôn ngữ: những thách thức và trách nhiệm - Hội đồng Châu Âu". www.coe.int/en.
3. ↑  "Các trường và Phòng ban". Đại học Cambridge (bằng tiếng Anh). ngày 24 tháng 1 năm 2013.
4. ↑  "Cambridge University Press và Cambridge Assessment hoàn tất sáp nhập". The Bookseller (bằng tiếng Anh).
5. ↑  "Cambridge đã điều chỉnh bảng so sánh CEFR và Bài kiểm tra của họ". teachersmadrid.es.[liên kết hỏng]
6. ↑  "Hướng dẫn về Bài kiểm tra Tiếng Anh - British Council" (PDF). www.britishcouncil.cz. Bản gốc (PDF) lưu trữ ngày 16 tháng 4 năm 2018. Truy cập ngày 30 tháng 6 năm 2023.
7. ↑  "Take a Cambridge English exam with British Council Greece". www.britishcouncil.gr. Truy cập ngày 23 tháng 4 năm 2018.
8. ↑  "Why I Love Being a Cambridge Speaking Examiner". teachinghouse.com. Truy cập ngày 23 tháng 4 năm 2018.
9. ↑  Đức, Lingoda GmbH, Berlin. "Bài kiểm tra Tiếng Anh - Lingoda". www.lingoda.com. Bản gốc lưu trữ ngày 6 tháng 7 năm 2018. Truy cập ngày 23 tháng 4 năm 2018.{{Chú thích web}}:  Quản lý CS1: nhiều tên: danh sách tác giả (liên kết)
10. ↑  "Bài kiểm tra tiếng Anh Cambridge tại International House". www.ihes.com. Truy cập ngày 23 tháng 4 năm 2018.
11. ↑  "Tiếng Anh phổ thông - Hội đồng Anh". www.britishcouncil.hk. Truy cập ngày 23 tháng 4 năm 2018.
12. ↑  "Kỳ thi tiếng Anh kinh doanh Cambridge: tất cả những gì bạn cần biết - Language Partners". www.languagepartners.nl. ngày 16 tháng 10 năm 2017. Truy cập ngày 23 tháng 4 năm 2018.
13. ↑  "Business English exams (BEC) - British Council". www.britishcouncil.it. Truy cập ngày 14 tháng 5 năm 2018.
14. ↑  "Cambridge English Placement Test". Truy cập ngày 28 tháng 3 năm 2022.
15. ↑  News, The PIE. "Cambridge develops new digital English language test". thepienews.com. Truy cập ngày 23 tháng 4 năm 2018. {{Chú thích web}}: |last= có tên chung (trợ giúp)
16. ↑  Play.Interactive. "English Teacher Training Courses - Certificaciones Cambridge - CELTA - Teacher Training - Cursos de inglés - International House México". ihmexico.com. Bản gốc lưu trữ ngày 7 tháng 12 năm 2017. Truy cập ngày 23 tháng 4 năm 2018.
17. ↑  Johnson, Jenny (ngày 30 tháng 11 năm 2006). "Cách chọn khóa học Tefl". The Guardian. Truy cập ngày 23 tháng 4 năm 2018.
18. ↑  "Sự khác biệt giữa TEFL, TESOL, CERT TESOL, CELTA và CELT-P". www.english-teacher-college.at. Bản gốc lưu trữ ngày 15 tháng 5 năm 2018. Truy cập ngày 14 tháng 5 năm 2018.
19. ↑  "CELT-S là gì - International House". www.ihmexico.com. Bản gốc lưu trữ ngày 29 tháng 12 năm 2017. Truy cập ngày 14 tháng 5 năm 2018.
20. ↑  "Chính phủ có lộ trình cho giáo viên tiếng Anh". Bản gốc lưu trữ ngày 28 tháng 3 năm 2022. Truy cập ngày 14 tháng 5 năm 2018.
21. ↑  "Chứng chỉ mới chỉ là TKT". ngày 17 tháng 4 năm 2006. Truy cập ngày 23 tháng 4 năm 2018 – qua www.telegraph.co.uk.
22. ↑  "ICELT - Hội đồng Anh". www.britishcouncil.kr. Truy cập ngày 14 tháng 5 năm 2018.
23. ↑  "Vượt qua CELTA?". www.theguardian.com. ngày 9 tháng 5 năm 2008. Truy cập ngày 14 tháng 5 năm 2018.
24. ↑  "EMI-Tiếng Anh như một phương tiện giảng dạy - ICD". icd.org.pk. Bản gốc lưu trữ ngày 21 tháng 5 năm 2019. Truy cập ngày 23 tháng 4 năm 2018.
25. ↑  "Đào tạo người đào tạo - International House Milan". ihmilano.com. Truy cập ngày 23 tháng 4 năm 2018.
26. ↑  "Nhà in Đại học Cambridge sẽ kết hợp với Cambridge Assessment". Đại học Cambridge (bằng tiếng Anh). ngày 20 tháng 10 năm 2020. Truy cập ngày 25 tháng 2 năm 2022.